# Дискография Пола Маккартни
В статье представлена дискография Пола Маккартни (англ. Paul McCartney), английского автора песен, певца и музыканта, наиболее известного по своему участию в 1960-е в рок-группе The Beatles. Представлена его дискография как сольного исполнителя, так и в качестве участника группы Wings. В конце статьи представлена и видеография Маккартни — как полнометражные музыкальные фильмы, так и видеоклипы.

## Студийные альбомы

### 1970-е
| Год  | Об альбоме                                                                                              | Высшие позиции в чартах | Высшие позиции в чартах | Высшие позиции в чартах | Высшие позиции в чартах | Высшие позиции в чартах | Высшие позиции в чартах | Высшие позиции в чартах | Высшие позиции в чартах | Высшие позиции в чартах | Высшие позиции в чартах | Сертификации                                                 |
| Год  | Об альбоме                                                                                              | UK                      | US                      | AUS                     | NZ                      | NOR                     | NLD                     | FRA                     | SWE                     | JPN                     | GER                     | Сертификации                                                 |
| ---- | --- | ----------------------- | ----------------------- | ----------------------- | ----------------------- | ----------------------- | ----------------------- | ----------------------- | ----------------------- | ----------------------- | ----------------------- | ------------------------------------------------------------ |
| 1970 | McCartney - Выпущен: 17 апреля 1970 - Лейбл: Apple                                                      | 2                       | 1                       | 3                       | 6                       | 2                       | 4                       | 4                       | *                       | 13                      | 15                      | - US: 2× Мульти-платиновый - CAN: Платиновый                 |
| 1971 | Ram (Пол и Линда Маккартни) - Выпущен: 17 мая 1971 - Лейбл: Apple/EMI, Capitol                          | 1                       | 2                       | 3                       | 6                       | 2                       | 4                       | 8                       | *                       | 8                       | 22                      | - US: Платиновый - CAN: Платиновый                           |
| 1971 | Wild Life (Wings) - Выпущен: 7 декабря 1971 - Лейбл: Apple/EMI, Capitol                                 | 11                      | 10                      | 3                       | 9                       | 4                       | 6                       | *                       | *                       | 15                      | 47                      | - US: Золотой - CAN: Золотой                                 |
| 1973 | Red Rose Speedway (Paul McCartney & Wings) - Выпущен: 30 апреля 1973 - Лейбл: Apple/EMI, Capitol        | 5                       | 1                       | 1                       | 10                      | 4                       | 6                       | 9                       | *                       | 13                      | —                       | - US: Золотой - UK: Золотой - CAN: Платиновый                |
| 1973 | Band on the Run (Paul McCartney & Wings) - Выпущен: 5 декабря 1973 - Лейбл: Apple/EMI, Capitol          | 1                       | 1                       | 1                       | 4                       | 1                       | 5                       | *                       | *                       | 11                      | 15                      | - US: 3× Мульти-платиновый - UK: Платиновый - FRA: Золотой   |
| 1975 | Venus and Mars (Wings) - Выпущен: 27 мая 1975 - Лейбл: Capitol                                          | 1                       | 1                       | 2                       | 1                       | 1                       | 5                       | 1                       | *                       | 9                       | 11                      | - US: Платиновый - UK: Платиновый - CAN: Платиновый          |
| 1976 | Wings at the Speed of Sound (Wings) - Выпущен: 25 марта 1976 - Лейбл: Capitol                           | 2                       | 1                       | 2                       | 2                       | 2                       | 3                       | 1                       | 7                       | 4                       | 32                      | - US: Платиновый - UK: Золотой - FRA: Золотой                |
| 1978 | London Town (Wings) - Выпущен: 31 марта 1978 - Лейбл: Parlophone (Worldwide) Capitol (US)               | 4                       | 2                       | 3                       | 4                       | 2                       | 1                       | 3                       | 4                       | 4                       | 6                       | - US: Платиновый - UK: Золотой - FRA: Золотой - GER: Золотой |
| 1979 | Back to the Egg (Wings) - Выпущен: 8 июня 1979 - Лейбл: Parlophone (worldwide) Columbia (North America) | 6                       | 8                       | 3                       | 9                       | 5                       | 11                      | 11                      | 5                       | 7                       | 16                      | - US: Платиновый - UK: Золотой - CAN: 2× Платиновый          |

### 1980-е
| Год  | Об альбоме | Высшие позиции в чартах | Высшие позиции в чартах | Высшие позиции в чартах | Высшие позиции в чартах | Высшие позиции в чартах | Высшие позиции в чартах | Высшие позиции в чартах | Высшие позиции в чартах | Высшие позиции в чартах | Высшие позиции в чартах | Сертификации                                                                                              |
| Год  | Об альбоме | UK                      | US                      | AUS                     | NZ                      | NOR                     | NLD                     | FRA                     | SWE                     | JPN                     | GER                     | Сертификации                                                                                              |
| ---- | --- | ----------------------- | ----------------------- | ----------------------- | ----------------------- | ----------------------- | ----------------------- | ----------------------- | ----------------------- | ----------------------- | ----------------------- | --- |
| 1980 | McCartney II - Выпущен: 16 мая 1980 - Лейбл: Parlophone (worldwide) Columbia (North America)                        | 1                       | 3                       | 6                       | 5                       | 5                       | 11                      | 2                       | 5                       | 8                       | 19                      | - US: Золотой - UK: Золотой                                                                               |
| 1982 | Tug of War - Выпущен: 26 апреля 1982 - Лейбл: Parlophone (worldwide) Columbia (North America)                       | 1                       | 1                       | 2                       | 4                       | 1                       | 1                       | 2                       | 1                       | 1                       | 2                       | - US: Платиновый - UK: Золотой - FRA: Золотой                                                             |
| 1983 | Pipes of Peace - Выпущен: 31 октября 1983 - Лейбл: Parlophone (worldwide) Columbia (North America)                  | 4                       | 15                      | 9                       | 38                      | 1                       | 11                      | 13                      | 4                       | 5                       | 20                      | - US: Платиновый - UK: Платиновый - CAN: Платиновый                                                       |
| 1984 | Give My Regards to Broad Street - Выпущен: 22 октября 1984 - Лейбл: Parlophone (worldwide) Columbia (North America) | 1                       | 21                      | 10                      | 25                      | 4                       | 24                      | —                       | 9                       | 6                       | 25                      | - US: Золотой - UK: Платиновый - CAN: Золотой                                                             |
| 1986 | Press to Play - Выпущен: 22 августа 1986 - Лейбл: Parlophone, Capitol, EMI                                          | 8                       | 30                      | 22                      | —                       | 8                       | 21                      | —                       | 17                      | 11                      | 30                      | - UK: Золотой                                                                                             |
| 1988 | Снова в СССР - Выпущен: 31 октября 1988 - Лейбл: Melodiya (Μелодия), EMI                                            | 63                      | 109                     | —                       | —                       | —                       | —                       | —                       | —                       | 48                      | —                       | |
| 1989 | Flowers in the Dirt - Выпущен: 5 июня 1989 - Лейбл: Parlophone, Capitol, EMI                                        | 1                       | 21                      | 18                      | —                       | 1                       | 15                      | 8                       | 2                       | 9                       | 9                       | - US: Золотой - UK: Платиновый - CAN: Золотой - FRA: Золотой - GER: Золотой - SWE: Золотой - SWI: Золотой |

### 1990-е
| Год  | Об альбоме                                                                 | Высшие позиции в чартах | Высшие позиции в чартах | Высшие позиции в чартах | Высшие позиции в чартах | Высшие позиции в чартах | Высшие позиции в чартах | Высшие позиции в чартах | Высшие позиции в чартах | Высшие позиции в чартах | Высшие позиции в чартах | Сертификации                                                                                                 |
| Год  | Об альбоме                                                                 | UK                      | US                      | AUS                     | NZ                      | NOR                     | NLD                     | FRA                     | SWE                     | JPN                     | GER                     | Сертификации                                                                                                 |
| ---- | -------------------------------------------------------------------------- | ----------------------- | ----------------------- | ----------------------- | ----------------------- | ----------------------- | ----------------------- | ----------------------- | ----------------------- | ----------------------- | ----------------------- | --- |
| 1993 | Off the Ground - Выпущен: 1 февраля 1993 - Лейбл: Parlophone, Capitol, EMI | 5                       | 17                      | 8                       | 4                       | 2                       | 5                       | 15                      | 10                      | 5                       | 2                       | - US: Золотой - UK: Серебряный - AUT: Золотой - CAN: Золотой - FRA: Золотой - GER: Платиновый - SWI: Золотой |
| 1997 | Flaming Pie - Выпущен: 5 мая 1997 - Лейбл: Parlophone, Capitol, EMI        | 2                       | 2                       | 9                       | 23                      | 3                       | 9                       | 23                      | 11                      | 14                      | 6                       | - US: Золотой - UK: Золотой - NOR: Золотой                                                                   |
| 1999 | Run Devil Run - Выпущен: 4 октября 1999 - Лейбл: Parlophone, Capitol, EMI  | 12                      | 27                      | —                       | —                       | 12                      | 53                      | 55                      | 23                      | 30                      | 21                      | - UK: Золотой                                                                                                |

### 2000-е
| Год  | Об альбоме                                                                                       | Высшие позиции в чартах | Высшие позиции в чартах | Высшие позиции в чартах | Высшие позиции в чартах | Высшие позиции в чартах | Высшие позиции в чартах | Высшие позиции в чартах | Высшие позиции в чартах | Высшие позиции в чартах | Высшие позиции в чартах | Сертификации                                                             |
| Год  | Об альбоме                                                                                       | UK                      | US                      | AUS                     | NZ                      | NOR                     | NLD                     | FRA                     | SWE                     | JPN                     | GER                     | Сертификации                                                             |
| ---- | ------------------------------------------------------------------------------------------------ | ----------------------- | ----------------------- | ----------------------- | ----------------------- | ----------------------- | ----------------------- | ----------------------- | ----------------------- | ----------------------- | ----------------------- | ------------------------------------------------------------------------ |
| 2001 | Driving Rain - Выпущен: 12 ноября 2001 - Лейбл: Parlophone, Capitol, EMI                         | 46                      | 26                      | —                       | —                       | 18                      | —                       | 33                      | —                       | 27                      | 23                      | - US: Золотой - UK: Серебряный                                           |
| 2005 | Chaos and Creation in the Backyard - Выпущен: 12 сентября 2005 - Лейбл: Parlophone, Capitol, EMI | 10                      | 6                       | 33                      | —                       | 8                       | 5                       | 3                       | 3                       | 19                      | 4                       | - US: Золотой - UK: Золотой - CAN: Золотой - FRA: Золотой - RUS: Золотой |
| 2007 | Memory Almost Full - Выпущен: 4 июня 2007 - Лейбл: Hear Music/MPL                                | 5                       | 3                       | 33                      | —                       | 4                       | 6                       | 13                      | 3                       | 17                      | 18                      | - US: Золотой - CAN: Золотой - RUS: Платиновый                           |

### 2010-е
| 2012                                                                                                  | Kisses on the Bottom - Выпущен: 7 февраля 2012 - Лейбл: Hear Music/MPL | 3 | 5 | 15 | 7 | 5 | 4 | 8 | 13 | 9 |  |
| 2013                                                                                                  | New - Выпущен: 14 октября 2013 - Лейбл: Hear Music/MPL                 | 3 | 3 | 22 | 1 | 6 | 2 | 9 | 2  | 6 |  |
| 2018                                                                                                  | Egypt Station - Выпущен: 7 сентября 2018 - Лейбл: Capitol              |   |   |    |   |   |   |   |    |   |  |
| * указывает, что позиция в чарте неизвестна; «—» означает, что релиз не был в хит-параде этой страны. |                                                                        |   |   |    |   |   |   |   |    |   |  |

### 2020-е
| Год  | Об альбоме                                                | Высшие позиции в чартах | Высшие позиции в чартах | Высшие позиции в чартах | Высшие позиции в чартах | Высшие позиции в чартах | Высшие позиции в чартах | Высшие позиции в чартах | Высшие позиции в чартах | Высшие позиции в чартах | Сертификации |
| Год  | Об альбоме                                                | UK                      | US                      | AUS                     | NOR                     | NLD                     | FRA                     | SWE                     | JPN                     | GER                     | Сертификации |
| ---- | --------------------------------------------------------- | ----------------------- | ----------------------- | ----------------------- | ----------------------- | ----------------------- | ----------------------- | ----------------------- | ----------------------- | ----------------------- | ------------ |
| 2020 | McCartney III - Выпущен: 18 декабря 2020 - Лейбл: Capitol |                         |                         |                         |                         |                         |                         |                         |                         |                         |              |

## Концертные альбомы
| 1976                                                                                      | Wings over America (Wings) - Выпущен: 10 декабря 1976                                     | 8  | 1   | 3  | 7  | 33 | —  | 4   | 9  | - US: Платиновый - UK: Золотой - CAN: Платиновый               |
| 1990                                                                                      | Tripping the Live Fantastic - Выпущен: 5 ноября 1990                                      | 26 | 17  | —  | —  | —  | —  | 12  | —  | - UK: Золотой                                                  |
| 1990                                                                                      | Tripping the Live Fantastic: Highlights! - Выпущен: 12 ноября 1990                        | —  | 141 | 21 | 18 | 27 | 27 | —   | 28 | - US: Платиновый                                               |
| 1991                                                                                      | Unplugged (The Official Bootleg) - Выпущен: 20 мая 1991                                   | 7  | 14  | —  | 13 | 20 | 39 | 24  | —  | —                                                              |
| 1993                                                                                      | Paul Is Live - Выпущен: 8 ноября 1993 - Лейбл: Parlophone, Capitol, EMI                   | 34 | 78  | —  | —  | 23 | —  | 16  | 44 | —                                                              |
| 2002                                                                                      | Back in the U.S. - Выпущен: 11 ноября 2002 - Лейбл: Capitol, Toshiba EMI                  | —  | 8   | —  | —  | —  | —  | 4   |    | - US: 2× Мульти-платиновый - CAN: 2× Платиновый - JPN: Золотой |
| 2003                                                                                      | Back in the World - Выпущен: 17 марта 2003 - Лейбл: Parlophone, EMI                       | 5  | —   | —  | —  | 12 | 68 | 196 | 10 | - UK: Золотой                                                  |
| 2009                                                                                      | Good Evening New York City - Выпущен: 17 ноября 2009 - Лейбл: Hear Music, Mercury Records | 28 | 16  | —  | 8  | 29 | —  | 18  | 54 | - US: Золотой                                                  |
| «—» означает, что релиз не был в хит-параде этой страны или не был выпущен в этой стране. |                                                                                           |    |     |    |    |    |    |     |    |                                                                |

## Сборники
| Год                                                      | Об альбоме                                       | Высшие позиции в чартах | Высшие позиции в чартах | Высшие позиции в чартах | Высшие позиции в чартах | Высшие позиции в чартах | Высшие позиции в чартах | Высшие позиции в чартах | Высшие позиции в чартах | Высшие позиции в чартах | Высшие позиции в чартах | Сертификации                                                                                |
| Год                                                      | Об альбоме                                       | UK                      | US                      | AUS                     | NZ                      | NOR                     | NLD                     | AUT                     | SWE                     | JPN                     | GER                     | Сертификации                                                                                |
| -------------------------------------------------------- | ------------------------------------------------ | ----------------------- | ----------------------- | ----------------------- | ----------------------- | ----------------------- | ----------------------- | ----------------------- | ----------------------- | ----------------------- | ----------------------- | ------------------------------------------------------------------------------------------- |
| 1978                                                     | Wings Greatest - Выпущен: 2 ноября 1978          | 5                       | 29                      | 8                       | 16                      | 20                      | 8                       | —                       | 32                      | 24                      | 18                      | - US: Платиновый - UK: Платиновый - CAN: Платиновый                                         |
| 1987                                                     | All the Best! - Выпущен: 2 ноября 1987           | 2                       | 62                      | 8                       | 5                       | 39                      | 10                      | 23                      | 7                       | 11                      | 9                       | - UK: 3× Платиновый - US: 2× Мульти-платиновый - AUT: Золотой - CAN: Золотой - FRA: Золотой |
| 2001                                                     | Wingspan: Hits and History - Выпущен: 7 мая 2001 | 5                       | 2                       | 14                      | 13                      | 5                       | 32                      | 28                      | 49                      | 13                      | 20                      | - US: 2× Мульти-платиновый - AUS: Золотой - UK: Золотой                                     |
| «—» означает, что релиз не был в хит-параде этой страны. |                                                  |                         |                         |                         |                         |                         |                         |                         |                         |                         |                         |                                                                                             |

## Классические альбомы
| Год  | Альбом                                                                           | UK  | US  |
| ---- | -------------------------------------------------------------------------------- | --- | --- |
| 1991 | Paul McCartney's Liverpool Oratorio (with Carl Davis) - Выпущен: 11 октября 1991 | —   | 177 |
| 1997 | Paul McCartney’s Standing Stone - Выпущен: 29 сентября 1997                      | —   | 194 |
| 1999 | Working Classical - Выпущен: 1 ноября 1999                                       | —   | —   |
| 2000 | A Garland for Linda (Various Artists) - Выпущен: 25 апреля 2000                  | —   | —   |
| 2006 | Ecce Cor Meum - Выпущен: 25 сентября 2006                                        | 141 | —   |
| 2011 | Ocean's Kingdom - Выпущен: 3 октября 2011 (UK) 4 октября 2011 (US)               | —   | 143 |

## Саундтреки
| Год  | Альбом                                               |
| ---- | ---------------------------------------------------- |
| 1967 | Семейный путь - Выпущен: 6 января 1967               |
| 1983 | Почётный консул - Выпущен: 1983                      |
| 1984 | Передай привет Брод-стрит - Выпущен: 22 октября 1984 |

## Другие альбомы
| Год  | Альбом | UK |
| ---- | --- | -- |
| 1977 | Thrillington (Percy «Thrills» Thrillington) - Выпущен: 29 апреля 1977                                                                       | —  |
| 1993 | Strawberries Oceans Ships Forest (The Fireman) - Выпущен: 15 ноября 1993                                                                    | —  |
| 1998 | Rushes (The Fireman) - Выпущен: 21 сентября 1998                                                                                            | —  |
| 1999 | Band on the Run: 25th Anniversary Edition (Paul McCartney & Wings) - Выпущен: 1999                                                          | 69 |
| 2000 | Liverpool Sound Collage (ambient electronic album, also credited to The Beatles, Super Furry Animals, and Youth) - Выпущен: 21 августа 2000 | —  |
| 2005 | Twin Freaks (with The Freelance Hellraiser) - Выпущен: 13 июня 2005                                                                         | —  |
| 2008 | Electric Arguments (The Fireman) - Выпущен: 24 ноября 2008                                                                                  | 79 |

## Рекламные альбомы и выпущенные ограниченным тиражом
| Год  | Альбом                                 | Notes |
| ---- | -------------------------------------- | --- |
| 1980 | The McCartney Interview                | Альбом с записями интервью с различными артистами. В том числе в него входит интервью, данное Маккартни журналу Musician. В чартах занял позицию #158 в США. |
| 1990 | Paul McCartney Rocks                   | Сборник, изданный в США; распространялся только в рекламных целях; выпущен Capitol Records в 1990 во время американского тура Маккартни в поддержку его альбома «Flowers In The Dirt»; издание сборника преследовало цель прорекламировать быстрые песни из сольного каталога песен Маккартни. Включает в себя изданные в Великобритании на сторонах «Б» синглов песни «I Wanna Cry» и «Party Party», а также семиминутный ремикс песни «Figure of Eight».                                                               |
| 1993 | The New World Sampler                  | Двухдисковый комплект, включающий в себя как уже издававшийся сборник All the Best!, так и новый сборник — New World Sampler. |
| 1997 | Oobu Joobu — Ecology                   | Треки из программы #5 из серии радиопередач Маккартни, входил как бонус-диск в комплект альбома Flaming Pie только при продаже в сети магазинов Best Buy. |
| 2005 | Never Stop Doing What You Love         | Сборник, доступный через сервисы корпорации Fidelity Investments. |
| 2005 | Paul: The US Tour Presented by Lexus   | Двухдисковый набор, включающий в себя альбом Chaos and Creation in the Backyard и новый концертный сборник Motor of Love. (Поскольку большинство треков, входящих в Motor of Love, уже были изданы ранее, в это издание были включены две новых концертных записи: «Drive My Car», записанную на выступлении на Супербоул XXXIX, и «The Long and Winding Road», записанную на концерте в Анахайме, штат Калифорния в 2002.) Набор распространяется чере салоны продажи автомобилей Lexus.                                |
| 2007 | iTunes Festival: London                | Издание исключительно для iTunes Store; выпущено 21 августа 2007; содержит записи с концерта Маккартни в Лондоне 5 июля 2007. |
| 2010 | Paul McCartney Live in Los Angeles     | Британский и ирландский альбом, изданный 10 января 2010 исключительно для газеты The Mail on Sunday, включает записи с концерта Маккартни в Amoeba Music в Голливуде, штат Калифорния 27 июня 2007. В альбом входят четыре трека, ранее изданные в мини-альбоме «Amoeba’s Secret» («Only Mama Knows», «C Moon», «That Was Me», «I Saw Her Standing There»), а также восемь других треков («Drive My Car», «Dance Tonight», «Black Bird», «Here Today», «Back in the U.S.S.R.», «Get Back», «Hey Jude» и «Lady Madonna»). |
| 2012 | iTunes Live from Capitol Studios       | Издан 16 марта 2012 исключительно для iTunes Store; записан 10 февраля 2012 «живьём» (с видео, передаваемым в iTunes) из Capitol Studios в целях рекламы альбома Kisses on the Bottom в тот день, когда Маккартни получил свою личную (не как участник The Beatles) звезду на голливудской «Аллее славы». |
| 2012 | Kisses on the Bottom — Complete Kisses | Выпущено эксклюзивно для iTunes Store 26 ноября 2012. |

## Синглы

### 1970-е
| Год  | Название | Высшие позиции в чартах | Высшие позиции в чартах | Высшие позиции в чартах | Высшие позиции в чартах | Высшие позиции в чартах | Высшие позиции в чартах | Высшие позиции в чартах | Альбом                            |
| Год  | Название | UK                      | US                      | US AC                   | CAN (RPM)               | GER                     | NZ                      | AUS                     | Альбом                            |
| ---- | --- | ----------------------- | ----------------------- | ----------------------- | ----------------------- | ----------------------- | ----------------------- | ----------------------- | --------------------------------- |
| 1971 | «Another Day» «Oh Woman, Oh Why»                                                                            | 2                       | 5                       | 4                       | 4                       | 6                       | 5                       | 1                       | внеальбомный сингл                |
| 1971 | «Uncle Albert/Admiral Halsey» «Too Many People» (Пол и Линда Маккартни)                                     | —                       | 1                       | 9                       | 1                       | —                       | 1                       | 5                       | Ram                               |
| 1971 | «The Back Seat of My Car» «Heart of the Country» (Пол и Линда Маккартни)                                    | 39                      | —                       | —                       | —                       | —                       | —                       | —                       | Ram                               |
| 1971 | «Eat at Home» «Smile Away» (Пол и Линда Маккартни)                                                          | —                       | —                       | —                       | —                       | —                       | 7                       | 21                      | Ram                               |
| 1972 | «Give Ireland Back to the Irish» «Give Ireland Back to the Irish» (инструментальная версия) (Wings)         | 16                      | 21                      | —                       | 46                      | —                       | —                       | 17                      | внеальбомный сингл                |
| 1972 | «Mary Had a Little Lamb» «Little Woman Love» (Wings)                                                        | 9                       | 28                      | 29                      | 41                      | —                       | 13                      | 17                      | внеальбомный сингл                |
| 1972 | «Hi, Hi, Hi» «C Moon» (Wings)                                                                               | 5                       | 10                      | —                       | 5                       | 16                      | 20                      | 29                      | внеальбомный сингл                |
| 1973 | «My Love» «The Mess» (live) (Пол Маккартни и Wings)                                                         | 9                       | 1                       | 1                       | 2                       | —                       | 3                       | 5                       | Red Rose Speedway (A-side)        |
| 1973 | «Live and Let Die» «I Lie Around» (Пол Маккартни и Wings)                                                   | 7                       | 2                       | 8                       | 2                       | —                       | 20                      | 5                       | Live and Let Die (A-side)         |
| 1973 | «Helen Wheels» «Country Dreamer» (Пол Маккартни и Wings)                                                    | 12                      | 10                      | —                       | 4                       | —                       | 14                      | 17                      | Band on the Run (A side, US only) |
| 1973 | «Jet» «Let Me Roll It» (UK & 2nd pressings of US) «Mamunia» (US 1st pressings only) (Пол Маккартни и Wings) | 7                       | 7                       | —                       | 5                       | —                       | 2                       | —                       | Band on the Run                   |
| 1973 | «Mrs Vandebilt» «Bluebird» (Пол Маккартни и Wings)                                                          | —                       | —                       | —                       | —                       | —                       | 9                       | 41                      | Band on the Run                   |
| 1974 | «Band on the Run» «Zoo Gang» (UK) «Nineteen Hundred and Eighty-Five» (US) (Пол Маккартни и Wings)           | 3                       | 1                       | 22                      | 1                       | —                       | 1                       | —                       | Band on the Run                   |
| 1974 | «Junior's Farm» «Sally G» (Пол Маккартни и Wings)                                                           | 16                      | 3                       | —                       | 10                      | —                       | 3                       | 12                      | внеальбомный сингл                |
| 1974 | «Walking in the Park with Eloise» «Bridge Over the River Suite» (The Country Hams)                          | —                       | —                       | —                       | —                       | —                       | —                       | —                       | внеальбомный сингл                |
| 1975 | «Listen to What the Man Said» «Love in Song» (Wings)                                                        | 6                       | 1                       | 8                       | 1                       | 42                      | 7                       | 14                      | Venus and Mars                    |
| 1975 | «Letting Go» «You Gave Me the Answer» (Wings)                                                               | 41                      | 39                      | —                       | —                       | —                       | —                       | 34                      | Venus and Mars                    |
| 1975 | «Venus and Mars/Rock Show» «Magneto and Titanium Man» (Wings)                                               | —                       | 12                      | —                       | 12                      | —                       | —                       | 34                      | Venus and Mars                    |
| 1976 | «Silly Love Songs» «Cook of the House» (Wings)                                                              | 2                       | 1                       | 1                       | 1                       | 14                      | 8                       | 20                      | Wings at the Speed of Sound       |
| 1976 | «Let 'Em In» «Beware My Love» (Wings)                                                                       | 2                       | 3                       | 1                       | 3                       | 29                      | 13                      | 65                      | Wings at the Speed of Sound       |
| 1977 | «Maybe I'm Amazed» (live) «Soily» (live) (Wings)                                                            | 28                      | 10                      | —                       | 9                       | —                       | —                       | —                       | Wings over America                |
| 1977 | «Seaside Woman» «B Side to Seaside» (Suzy and the Red Stripes)                                              | —                       | 59                      | —                       | —                       | —                       | —                       | —                       | внеальбомный сингл                |
| 1977 | «Mull of Kintyre» «Girls' School» (Wings)                                                                   | 1                       | 33                      | 45                      | 34                      | 1                       | 1                       | 1                       | внеальбомный сингл                |
| 1978 | «With a Little Luck» «Backwards Traveler/Cuff-Link» (Wings)                                                 | 5                       | 1                       | 5                       | 1                       | 17                      | 14                      | 11                      | London Town                       |
| 1978 | «I've Had Enough» «Deliver Your Children» (Wings)                                                           | 42                      | 25                      | —                       | 24                      | —                       | —                       | 99                      | London Town                       |
| 1978 | «London Town» «I’m Carrying» (Wings)                                                                        | 60                      | 39                      | 17                      | 32                      | —                       | —                       | —                       | London Town                       |
| 1979 | «Goodnight Tonight» «Daytime Nighttime Suffering» (Wings)                                                   | 5                       | 5                       | 30                      | 2                       | 34                      | 6                       | 6                       | внеальбомный сингл                |
| 1979 | «Old Siam, Sir» «Spin It On» (Wings)                                                                        | 35                      | —                       | —                       | —                       | —                       | —                       | —                       | Back to the Egg                   |
| 1979 | «Getting Closer» «Baby’s Request» (UK) «Spin It On» (US) (Wings)                                            | 60                      | 20                      | —                       | 18                      | —                       | —                       | 57                      | Back to the Egg                   |
| 1979 | «Arrow Through Me» «Old Siam, Sir» (Wings)                                                                  | —                       | 29                      | —                       | 27                      | —                       | —                       | —                       | Back to the Egg                   |
| 1979 | «Wonderful Christmastime» «Rudolph the Red-Nosed Reggae»                                                    | 6                       | —                       | —                       | —                       | —                       | —                       | 61                      | внеальбомный сингл                |

### 1980-е
| Год  | Название | Высшие позиции в чартах | Высшие позиции в чартах | Высшие позиции в чартах | Высшие позиции в чартах | Высшие позиции в чартах | Высшие позиции в чартах | Высшие позиции в чартах | Альбом                                                    |
| Год  | Название | UK                      | US                      | US AC                   | CAN (RPM)               | GER                     | NZ                      | AUS                     | Альбом                                                    |
| ---- | --- | ----------------------- | ----------------------- | ----------------------- | ----------------------- | ----------------------- | ----------------------- | ----------------------- | --------------------------------------------------------- |
| 1980 | «Coming Up» (Пол Маккартни) «Coming Up (Live at Glasgow)» «Lunchbox/Odd Sox» (Пол Маккартни и Wings)                                                                 | 2                       | 1                       | 48                      | 1                       | 11                      | 2                       | 2                       | McCartney II                                              |
| 1980 | «Waterfalls» «Check My Machine» | 9                       | 106                     | —                       | —                       | 55                      | 15                      | 31                      | McCartney II                                              |
| 1982 | «Ebony and Ivory» (совместно с Стиви Уандером) «Rainclouds» | 1                       | 1                       | 1                       | 1                       | 1                       | 2                       | 2                       | Tug of War                                                |
| 1982 | «Take It Away» «I’ll Give You a Ring» | 15                      | 10                      | 6                       | 17                      | 46                      | 30                      | 18                      | Tug of War                                                |
| 1982 | «Tug of War» «Get It» | 53                      | 53                      | 31                      | —                       | —                       | —                       | —                       | Tug of War                                                |
| 1982 | «The Girl Is Mine» (совместно с Майклом Джексоном) «Can’t Get Outta the Rain» (Майкл Джексон)                                                                        | 8                       | 2                       | 1                       | 8                       | 53                      | 3                       | 4                       | Thriller (Майкл Джексон)                                  |
| 1983 | «Say Say Say» (совместно с Майклом Джексоном) «Ode to a Koala Bear»                                                                                                  | 2                       | 1                       | 3                       | 1                       | 12                      | 10                      | 4                       | Pipes of Peace                                            |
| 1983 | «Pipes of Peace» (UK A-side) «So Bad» (US A-side) | 1                       | 23                      | 3                       | 11                      | 43                      | —                       | 36                      | Pipes of Peace                                            |
| 1984 | «No More Lonely Nights» «No More Lonely Nights» (playout version) (original release); «No More Lonely Nights» (special dance mix) (second single)                    | 2                       | 6                       | 2                       | 11                      | 30                      | 19                      | 9                       | Give My Regards to Broad Street                           |
| 1984 | «We All Stand Together» (совместно с The Frog Chorus) «We All Stand Together» (humming version)                                                                      | 3                       | —                       | —                       | —                       | —                       | —                       | —                       | внеальбомный сингл                                        |
| 1985 | «Spies Like Us» (Пол Маккартни) «My Carnival» (Пол Маккартни и Wings)                                                                                                | 13                      | 7                       | —                       | 24                      | —                       | —                       | 55                      | внеальбомный сингл (из саундтрека к фильму Spies Like Us) |
| 1986 | «Press» «It’s Not True» | 25                      | 21                      | —                       | 43                      | 53                      | —                       | 47                      | Press to Play                                             |
| 1986 | «Pretty Little Head» «Write Away» | —                       | —                       | —                       | —                       | —                       | —                       | —                       | Press to Play                                             |
| 1986 | «Stranglehold» «Angry» | —                       | 81                      | —                       | 90                      | —                       | —                       | —                       | Press to Play                                             |
| 1986 | «Only Love Remains» «Tough on a Tightrope» | 34                      | —                       | 9                       | 7                       | —                       | —                       | —                       | Press to Play                                             |
| 1987 | «Once Upon a Long Ago» «Back on My Feet» | 10                      | —                       | 68                      | 13                      | —                       | —                       | 58                      | All the Best!                                             |
| 1989 | «Ferry Cross the Mersey» (совместно с The Christians, Holly Johnson, Gerry Marsden и Stock Aitken Waterman) «Abide with Me» (Liverpool Metropolitan Cathedral Choir) | 1                       | —                       | —                       | —                       | —                       | —                       | 45                      | внеальбомный сингл                                        |
| 1989 | «My Brave Face» «Flying to My Home» | 18                      | 25                      | 4                       | 18                      | 29                      | —                       | 30                      | Flowers in the Dirt                                       |
| 1989 | «This One» «The First Stone» | 18                      | 94                      | 28                      | 60                      | 40                      | —                       | —                       | Flowers in the Dirt                                       |
| 1989 | «Figure of Eight» «Ou Est le Soleil» | 42                      | 92                      | 47                      | 75                      | —                       | —                       | —                       | Flowers in the Dirt                                       |

### 1990-е
| Год  | Название                                                                    | Высшие позиции в чартах | Высшие позиции в чартах | Высшие позиции в чартах | Высшие позиции в чартах | Высшие позиции в чартах | Высшие позиции в чартах | Высшие позиции в чартах | Альбом                                   |
| Год  | Название                                                                    | UK                      | US                      | US AC                   | CAN (RPM)               | GER                     | NZ                      | AUS                     | Альбом                                   |
| ---- | --------------------------------------------------------------------------- | ----------------------- | ----------------------- | ----------------------- | ----------------------- | ----------------------- | ----------------------- | ----------------------- | ---------------------------------------- |
| 1990 | «Put It There» (Пол Маккартни) «Mama’s Little Girl» (Пол Маккартни и Wings) | 32                      | —                       | 11                      | 9                       | 60                      | —                       | —                       |                                          |
| 1990 | «Birthday» (запись с концерта) «Good Day Sunshine» (запись с концерта)      | 29                      | —                       | —                       | —                       | —                       | —                       | —                       | Tripping the Live Fantastic              |
| 1990 | «All My Trials» (запись с концерта) «C Moon» (запись с концерта)            | 35                      | —                       | —                       | —                       | —                       | —                       | —                       | Tripping the Live Fantastic: Highlights! |
| 1993 | «Hope of Deliverance» «Long Leather Coat»                                   | 18                      | 83                      | 9                       | 5                       | 3                       | 20                      | 29                      | Off the Ground                           |
| 1993 | «C'Mon People» «I Can’t Imagine»                                            | 41                      | —                       | 27                      | 80                      | 54                      | —                       | —                       | Off the Ground                           |
| 1993 | «Off the Ground» «Cosmically Conscious»                                     | 41                      | —                       | 27                      | 25                      | 54                      | —                       | —                       | Off the Ground                           |
| 1997 | «Young Boy» «Looking for You»                                               | 19                      | —                       | 44                      | 22                      | —                       | —                       | —                       | Flaming Pie                              |
| 1997 | «The World Tonight» «Used to Be Bad»                                        | 23                      | 64                      | —                       | 14                      | —                       | —                       | —                       | Flaming Pie                              |
| 1997 | «Beautiful Night» «Love Come Tumbling Down»                                 | 25                      | —                       | —                       | —                       | —                       | —                       | —                       | Flaming Pie                              |
| 1999 | «No Other Baby» «Brown Eyed Handsome Man»                                   | 42                      | —                       | —                       | —                       | —                       | —                       | —                       | Run Devil Run                            |

### 2000-е
| Год  | Название                                                                     | Высшие позиции в чартах | Высшие позиции в чартах | Высшие позиции в чартах | Высшие позиции в чартах | Высшие позиции в чартах | Высшие позиции в чартах | Высшие позиции в чартах | Альбом |
| Год  | Название                                                                     | UK                      | US                      | US AC                   | CAN (RPM)               | GER                     | NZ                      | AUS                     | Альбом |
| ---- | ---------------------------------------------------------------------------- | ----------------------- | ----------------------- | ----------------------- | ----------------------- | ----------------------- | ----------------------- | ----------------------- | --- |
| 2001 | «From a Lover to a Friend» «Riding into Jaipur»                              | 45                      | —                       | 24                      | —                       | —                       | —                       | —                       | Driving Rain                                                                                               |
| 2001 | «Freedom» «From a Lover to a Friend»                                         | —                       | 97                      | 20                      | —                       | —                       | —                       | —                       | Driving Rain                                                                                               |
| 2004 | «Tropic Island Hum» «We All Stand Together»                                  | 21                      | —                       | —                       | —                       | —                       | —                       | —                       | внеальбомный сингл                                                                                         |
| 2005 | «Sgt. Pepper’s Lonely Hearts Club Band» (запись с концерта) (совместно с U2) | —                       | 48                      | —                       | —                       | —                       | —                       | —                       | внеальбомный сингл                                                                                         |
| 2005 | «Fine Line» «Growing Up Falling Down»                                        | 20                      | —                       | 25                      | —                       | 70                      | —                       | —                       | Chaos and Creation in the Backyard                                                                         |
| 2005 | «Jenny Wren» «Summer of '59»                                                 | 22                      | —                       | —                       | —                       | —                       | —                       | —                       | Chaos and Creation in the Backyard                                                                         |
| 2007 | «Dance Tonight» «Nod Your Head»                                              | 26                      | 69                      | —                       | —                       | —                       | —                       | —                       | Memory Almost Full                                                                                         |
| 2007 | «Ever Present Past» «House of Wax» (запись с концерта)                       | 85                      | 110                     | 16                      | —                       | —                       | —                       | —                       | Memory Almost Full                                                                                         |
| 2007 | «Nod Your Head» «Nod Your Head»                                              | —                       | —                       | —                       | —                       | —                       | —                       | —                       | Memory Almost Full                                                                                         |
| 2008 | «Heal the Pain» «Heal the Pain» (совместно с Джорджем Майклом)               | —                       | —                       | —                       | —                       | —                       | —                       | —                       | Twenty Five (Джордж Майкл)                                                                                 |
| 2008 | «Sing the Changes»                                                           | —                       | —                       | —                       | —                       | —                       | —                       | —                       | Electric Arguments                                                                                         |
| 2009 | «(I Want to) Come Home»                                                      | —                       | —                       | —                       | —                       | —                       | —                       | —                       | Переписано из звуковой дорожки фильма Everybody’s Fine, но песня не входит в альбом с саундтреком к фильму |
| 2009 | «Walk with You» (совместно с Ринго Старром)                                  | —                       | —                       | —                       | —                       | —                       | —                       | —                       | Y Not (Ринго Старр)                                                                                        |

### 2010-е
| 2011                                                                                      | «My Valentine»                                                          | 136 | — | 20 | — | — | — | — | —  | Kisses on the Bottom |
| 2012                                                                                      | «Only Our Hearts»                                                       | —   | — | —  | — | — | — | — | 84 | Kisses on the Bottom |
| 2012                                                                                      | «He Ain't Heavy, He's My Brother» (как участник The Justice Collective) | —   | — | —  | — | — | — | — | —  | Внеальбомный сингл   |
| «—» означает, что релиз не был в хит-параде этой страны или не был выпущен в этой стране. |                                                                         |     |   |    |   |   |   |   |    |                      |

### Макси-синглы
Виниловые 12"-дюймовые синглы и CD-синглы:
| Год  | Название                           | Треки | Формат       |
| ---- | ---------------------------------- | --- | ------------ |
| 1976 | «Let 'Em In» (France only)         | «Let 'Em In» «Beware My Love» [Although both tracks are described as (Disco Mix), this is not the case.] | 12" single   |
| 1979 | «Goodnight Tonight»                | «Goodnight Tonight» (long version) «Daytime Nighttime Suffering» | 12" single   |
| 1980 | «Temporary Secretary»              | «Temporary Secretary» «Secret Friend» | 12" single   |
| 1982 | «Ebony and Ivory»                  | «Ebony and Ivory» (with Stevie Wonder) «Rainclouds» «Ebony and Ivory» (solo version) | 12" single   |
| 1982 | «Take It Away»                     | «Take It Away» «I’ll Give You a Ring» «Dress Me Up as a Robber» | 12" single   |
| 1983 | «Say Say Say»                      | «Say Say Say» (remix by John «Jellybean» Benitez) (with Michael Jackson) «Say Say Say» (instrumental) «Ode to a Koala Bear» | 12" single   |
| 1984 | «No More Lonely Nights»            | «No More Lonely Nights» (extended version) «Silly Love Songs» (remake) «No More Lonely Nights» (ballad) | 12" single   |
| 1984 | «No More Lonely Nights»            | «No More Lonely Nights» (special dance mix) «No More Lonely Nights» (special dance mix by Arthur Baker) «No More Lonely Nights» (special dance edit) | 12" single   |
| 1985 | «Spies Like Us»                    | «Spies Like Us» (party mix) (remix by John Potoker) «Spies Like Us» (alternative mix, Known to His Friends as Tom) (remix by Art of Noise) «Spies Like Us» (DJ version) «My Carnival (party mix)»                                                                       | 12" single   |
| 1986 | «Press»                            | «Press» «It’s Not True» «Hanglide» «Press» (dub mix) | 12" single   |
| 1986 | «Only Love Remains»                | «Only Love Remains» «Only Love Remains» (remix) «Tough on a Tightrope» (remix by Julian Mendolssohn) «Talk More Talk» (remix by Paul McCartney and Jon Jacobs) | 12" single   |
| 1986 | «Pretty Little Head»               | «Pretty Little Head» «Pretty Little Head» (remix by John Potoker) «Angry» (remix by Larry Alexander) «Write Away» | 12" single   |
| 1987 | «Once Upon a Long Ago»             | «Once Upon a Long Ago» (long version) «Back on My Feet» «Midnight Special» «Don’t Get Around Much Anymore» | 12" single   |
| 1987 | «Once Upon a Long Ago»             | «Once Upon a Long Ago» (extended version) «Back on My Feet» «Lawdy Miss Clawdy» «Kansas City» | 12" single   |
| 1987 | «Once Upon a Long Ago»             | «Once Upon a Long Ago» «Back on My Feet» «Don’t Get Around Much Anymore» «Kansas City» | CD single    |
| 1989 | «My Brave Face»                    | «My Brave Face» «Flying to My Home» «I’m Gonna Be a Wheel Someday» «Ain’t That a Shame» | 12" single   |
| 1989 | «My Brave Face»                    | «My Brave Face» «Flying to My Home» «I’m Gonna Be a Wheel Someday» «Ain’t That a Shame» | CD single    |
| 1989 | «This One»                         | «This One» «The First Stone» «Good Sign» | 12" single   |
| 1989 | «This One»                         | «This One» «The First Stone» «I Wanna Cry» «I’m In Love Again» | CD single    |
| 1989 | «Figure of Eight»                  | «Figure of Eight» «This One» (Club Lovejoys mix) | 12" single   |
| 1989 | «Figure of Eight»                  | «Figure of Eight» «Ou Est le Soleil?» (remix by Shep Pettibone) «Ou Est le Soleil?» (Tub Dub mix) (remix by Shep Pettibone) | 12" single   |
| 1989 | «Figure of Eight»                  | «Figure of Eight» «The Long and Winding Road» «Loveliest Thing» | CD single    |
| 1989 | «Figure of Eight»                  | «Figure of Eight» «Rough Ride» «Ou Est le Soleil?» (7" mix) | 3" CD single |
| 1989 | «Ou Est le Soleil?»                | «Ou Est le Soleil?» (remix by Shep Pettibone) «Ou Est le Soleil?» (Tub Dub mix) (remix by Shep Pettibone) «Ou Est le Soleil?» (instrumental mix) (remix by Shep Pettibone)                                                                                              | 12" single   |
| 1989 | «Put It There»                     | «Put It There» «Mama’s Little Girl» «Same Time Next Year» | 12" single   |
| 1989 | «Put It There»                     | «Put It There» «Mama’s Little Girl» «Same Time Next Year» | CD single    |
| 1990 | «Birthday»                         | «Birthday» (live) «Good Day Sunshine» (live) «P.S. Love Me Do» (live) «Let 'Em In» (live) | 12" single   |
| 1990 | «Birthday»                         | «Birthday» (live) «Good Day Sunshine» (live) «P.S. Love Me Do» (live) «Let 'Em In» (live) | CD single    |
| 1990 | «All My Trials»                    | «All My Trials» (live) «C Moon» (live) «Mull of Kintyre» (live) «Put It There» (live) | CD single    |
| 1990 | «All My Trials»                    | «All My Trials» (live) «C Moon» (live) «Strawberry Fiels Forever/Help!/Give Peace a Chance» (live medley) | CD single    |
| 1990 | «The Long and Winding Road»        | «The Long and Winding Road» (live) «C Moon» (live) «Mull of Kintyre» (live) «Put It There» (live) | CD single    |
| 1992 | «Hope of Deliverance»              | «Hope of Deliverance» «Big Boys Bickering» «Long Leather Coat» «Kicked Around No More» | CD single    |
| 1992 | «Deliverance»                      | «Deliverance» «Deliverance (dub mix) „Hope of Deliverance“ | 12» single   |
| 1993 | «C'Mon People»                     | «C’mon People» «I Can’t Imagine» «Keep Coming Back to Love» «Down to the River» | CD single    |
| 1993 | «C’mon People/Deliverance»         | «C’mon People» «Deliverance» «Deliverance» (dub mix) | CD single    |
| 1993 | «Off the Ground»                   | «Off the Ground» «Cosmically Conscious» «Style Style» «Sweet Sweet Memories» «Soggy Noodle» | CD single    |
| 1993 | «Biker Like an Icon»               | «Biker Like an Icon» «Midnight Special» «Things We Said Today» «Biker Like an Icon» (live) | CD single    |
| 1997 | «The World Tonight» (U.S. version) | «The World Tonight» «Looking for You» «Oobu Joobu» (part 1) | CD single    |
| 1997 | «The World Tonight»                | «The World Tonight» «Used to Be Bad» «Oobu Joobu» (part 3) | CD single    |
| 1997 | «The World Tonight»                | «The World Tonight» «Really Love You» «Oobu Joobu» (part 4) | CD single    |
| 1997 | «Young Boy»                        | «Young Boy» «Looking for You» «Oobu Joobu» (part 1) | CD single    |
| 1997 | «Young Boy»                        | «Young Boy» «Broomstick» «Oobu Joobu» (part 2) | CD single    |
| 1997 | «Beautiful Night»                  | «Beautiful Night» «Love Come Tumbling Down» «Oobu Joobu» (part 5) | CD single    |
| 1997 | «Beautiful Night»                  | «Beautiful Night» «Same Love» «Oobu Joobu» (part 6) | CD single    |
| 1999 | «No Other Baby»                    | «No Other Baby» «Brown-Eyed Handsome Man» «Fabulous» | CD single    |
| 2001 | «From a Lover to a Friend»         | «From a Lover to a Friend» «From a Lover to a Friend» (David Kahne remix 1) «From a Lover to a Friend» (David Kahne remix 2) | CD single    |
| 2001 | «Freedom»                          | «Freedom» (studio mix) «From a Lover to a Friend» «From a Lover to a Friend» (David Kahne remix 2) | CD single    |
| 2004 | «Tropic Island Hum»                | «Tropic Island Hum» «We All Stand Together» | CD single    |
| 2005 | «Really Love You»                  | «Really Love You» «Lalula» | CD single    |
| 2005 | «Fine Line»                        | «Fine Line» «Comfort of Love» «Growing Up Falling Down» | CD single    |
| 2005 | «Jenny Wren»                       | «Jenny Wren» «I Want You to Fly» «This Loving Game» | CD single    |
| 2007 | Amoeba's Secret                    | «Only Mama Knows» (live) «C Moon» (live) «That Was Me» (live) «I Saw Her Standing There» (live) | 12" single   |
| 2009 | Amoeba's Secret                    | «Only Mama Knows» (live) «C Moon» (live) «That Was Me» (live) «I Saw Her Standing There» (live) | CD single    |
| 2010 | Amoeba's Secret                    | «Drive my car» (live) «Only Mama Knows» (live) «Dance Tonight» (live) «C Moon» (live) «That Was Me» (live) «Blackbird» (live) «Here Today» (live) «Back in the USSR» (live) «Get Back» (live) «Hey Jude» (live) «Lady Madonna» (live) «I Saw Her Standing There» (live) | CD single    |

## Альбомы совместно с другими артистами
| Год  | Альбом                                             | Комментарий |
| ---- | -------------------------------------------------- | --- |
| 1973 | Live and Let Die                                   | Альбом с саундтреком к фильму о «супершпионе Джеймсе Бонде» включает в себя песню с тем же названием, исполняемую Полом Маккартни и группой Wings. |
| 1981 | Concerts for the People of Kampuchea               | Концертный альбом, записанный в декабре 1979 в Лондоне в зале Hammersmith Odeon на благотворительных концертах в пользу камбоджийских беженцев, включает в себя три песни в исполнении группы Wings и три песни в исполнении «сборного рок-оркестра» Rockestra. |
| 1986 | It's a Live-In World                               | Альбом с записями разных артистов в пользу анти-героинового проекта The Anti-Heroin Project. Вклад Маккартни в этот альбом — прежде неиздававшаяся запись его песни «Simple as That». |
| 1987 | The Prince’s Trust 10th Anniversary Birthday Party | Запись концерта разных артистов в пользу благотворительного траста The Prince's Trust. Вклад Маккартни в этом альбоме — концертная запись исполннения песни «Get Back». В тираже альбома, вышедшем в Великобритании, в комплект с альбомом входил ещё бонусный сингл с записью концертного исполнения Маккартни песен «Long Tall Sally» и «I Saw Her Standing There». |
| 1990 | Knebworth: The Album                               | В этом альбоме, записанном в 1990 на концерте на рок-фестивале в Knebworth, Маккартни исполняет две песни. |
| 1991 | For Our Children                                   | Альбом с записями песен для детей в исполнении разных артистов, выпущенный Disney в пользу благотворительного фонда Elizabeth Glaser Pediatric AIDS Foundation, включает в себя в исполнении Wings песню «Mary Had a Little Lamb». |
| 1991 | The Last Temptation of Elvis                       | В выпущенном в Великобритании альбоме с записями в исполнении разных артистов песен из фильмов с участием Элвиса Пресли Маккартни исполняет песню «It’s Now or Never». |
| 1992 | Earthrise: The Rainforest Album                    | Альбом с записями разных артистов, выпущенный в рамках кампании привлечения внимания к проблемам окружающей среды, включает в себя песню Маккартни «How Many People». |
| 1997 | Music for Montserrat                               | В этом альбоме с записью благотворительного концерта в пользу пострадавших от наводнения на острове Монсеррат, Маккартни исполняет песню «Hey Jude» вместе с Элтоном Джоном и Стингом. |
| 1997 | Diana, Princess of Wales: Tribute                  | Альбом памяти принцессы Дианы с записями разных артистов включает песню Маккартни «Little Willow», первоначально написанную Маккартни для детей Ринго Старра после смерти их матери Морин Старки. |
| 1999 | Twentieth Century Blues: The Songs of Noel Coward  | Альбом памяти композитора и певца Ноэла Кауарда включает в себя исполнение Маккартни песни «A Room with a View». |
| 2000 | Maybe Baby                                         | Песня Бадди Холли «Maybe Baby» в исполнении Маккартни является последним треком в этом альбоме с саундтреком к фильму с тем же названием. |
| 2001 | Good Rockin' Tonight                               | Альбом памяти сессий звукозаписи Элвиса Пресли на студии Sun Records включает в себя исполнение Маккартни песни «That's All Right». |
| 2001 | Brand New Boots and Panties                        | Альбом памяти английского рок-н-ролльного музыканта Иэна Дьюри включает в себя исполнение Маккартни песни из репертуара Дьюри «I’m Partial to Your Abracadabra». |
| 2001 | Music from Vanilla Sky                             | Маккартни исполняет заглавную песню в саундтреке фильма Ванильное небо (ремейк 2001 года); песня была номинирована на премию Оскар. |
| 2001 | The Concert for New York City                      | Маккартни организовал этот благотворительный концерт и исполнил четыре песни. |
| 2002 | A Tribute to the King                              | Альбом памяти Элвиса Пресли, включает в себя исполнение Маккартни песни «All Shook Up». |
| 2002 | Party at the Palace                                | Альбом с записями с концерта по случаю «золотого» юбилея королевы Великобритании Елизаветы II. В альбом вошли записи исполнений Маккартни песен «All You Need Is Love» и «Hey Jude». |
| 2003 | Music from the Motion Picture The In-Laws          | Саундтрек к ремейку 2003 года фильма-комедии Свадебная вечеринка (англ. The In-Laws (2003 film)); включает прежде неиздававшуюся песню Маккартни «A Love for You», альтернативную версию песни «Live and Let Die» и ещё одну песню Маккартни. |
| 2003 | Concert for George                                 | Альбом с записями с концерта памяти Джорджа Харрисона; Маккартни исполняет четыре песни. |
| 2005 | 46664: 1 Year On                                   | Мини-альбом (EP) с записями разных артистов содержит треки, специально написанные к организованному Нельсоном Мандела проекту «Global 46664 initiative». В альбом вошла песня «Whole Life», совместно написанная и исполненная Маккартни и Дэйвом Стюартом. |
| 2007 | Goin' Home: A Tribute to Fats Domino               | Альбом памяти Фэтса Домино; Маккартни исполняет песню «I Want To Walk You Home» совместно с Allen Toussaint. |
| 2009 | Funny People Soundtrack                            | Альбом-саундтрек к фильму Адама Сэндлера Приколисты (англ. Funny People); Маккартни исполняет песню «Great Day». |
| 2009 | (Загружено из звуковой дорожки к фильму Всё путём) | В фильме Роберта Де Ниро 2009 года Всё путём Маккартни исполняет номинированную на премию «Оскар» песню «(I Want To) Come Home». Песня не попала в альбом с саундтреком и доступна лишь как копия со звуковой дорожки к фильму. |
| 2011 | Rare Bird Alert                                    | Маккартни исполняет партию ведущего вокала на треке 3, озаглавленном «Best Love», авторства Стива Мартина и группы «Steep Canyon Rangers». |
| 2011 | Rave On Buddy Holly                                | Маккартни исполняет две версии песни Бадди Холли «It’s So Easy». |
| 2012 | Holidays Rule                                      | В альбоме с рождественскими песнями в записи разных артистов Маккартни исполняет песню «The Christmas Song». |

## Дуэты и записи в сотрудничестве с другими артистами
| Год  | Альбом                       | С кем сотрудничал         | Комментарий |
| ---- | ---------------------------- | ------------------------- | --- |
| 1982 | Thriller                     | Майкл Джексон             | Включает в себя песню «The Girl Is Mine» (автор — Джексон) с участием Маккартни. |
| 1988 | Water from the Wells of Home | Джонни Кэш                | Включает в себя песню «New Moon over Jamaica», записанную дуэтом Кэша и Маккартни. |
| 1995 | The Help Album               | Smokin' Mojo Filters      | The Help Album, альбом для благотворительной организации War Child, включает в себя «Come Together» в исполнении Маккартни, выступавшего как участник сборной группы «Smokin' Mojo Filters».                                           |
| 1996 | Go Cat Go                    | Карл Перкинс              | Включает в себя песню «My Old Friend» авторства Перкинса и Маккартни. |
| 1999 | «Vo!ce»                      | Хизер Миллс               | «Vo!ce», CD-сингл; помечен как «Хизер Миллс при участии Пола Маккартни» (англ. «Heather Mills featuring Paul McCartney»). Маккартни участвовал в сочинении песни вместе с Миллс, а также записал бэк-вокальные партии и партию гитары. |
| 2001 | Love & Faith & Inspiration   | Lindsay Pagano            | Включает в себя версию написанной Маккартни песни «So Bad», в исполнении Pagano, Маккартни записал партии аккомпанирующих голосов. |
| 2002 | Together                     | Лулу                      | Включает в себя песню «Inside Thing (Let 'em In)», дуэт Лулу и Маккартни. |
| 2004 | Gettin' in Over My Head      | Брайан Уилсон             | Включает в себя песню «A Friend Like You», дуэт Уилсона и Маккартни. |
| 2006 | Duets: An American Classic   | Тони Беннетт              | Включает в себя песню «The Very Thought of You», дуэт Беннетта и Маккартни. |
| 2006 | Givin' It Up                 | Джордж Бенсон и Эл Джарро | Включает в себя песню «Bring It On Home to Me» — Бенсона, Джарро и Маккартни. |
| 2006 | Twenty Five                  | Джордж Майкл              | Включает в себя песню «Heal the Pain» — Майкла и Маккартни. |
| 2008 | London Undersound            | Nitin Sawhney             | Включает в себя песню «My Soul», написанную совместно Sawhney и Маккартни. |
| 2009 | Witchazel                    | Matt Berry                | Включает в себя песню «Rain Came Down», написанную в сотрудничестве Berry и Маккартни. |
| 2009 | A Sideman's Journey          | Клаус Форман              | Маккартни поёт и играет на фортепиано на первом треке альбома, «I’m in Love Again». |
| 2010 | Y Not                        | Ринго Старр               | Включает в себя песни «Walk With You» и «Peace Dream», обе авторства Старра и Маккартни. |
| 2011 | Live at Shea Stadium         | Билли Джоэл               | Маккартни, приглашенный на запись как гость, поёт «I Saw Her Standing There» и «Let It Be» вместе с Джоэлом; это исполнение показано также в документальном фильме Джоэла The Last Play At Shea.                                       |
| 2012 | Blow Your Pants Off          | Джимми Фэллон             | Маккартни, приглашенный на запись как гость, поёт «Scrambled Eggs» (первоначальный текст песни, затем ставшей «Yesterday») с Фэллоном.                                                                                                 |

## Как продюсер, композитор или сессионный музыкант
| Год  | Альбом                       | С кем сотрудничал          | Комментарий |
| ---- | ---------------------------- | -------------------------- | --- |
| 1967 | Smiley Smile                 | The Beach Boys             | В песне «Vegetables» присутствует звук, производимый Маккартни, который ест сырую морковь. |
| 1968 | Tadpoles                     | The Bonzo Dog Doo-Dah Band | В песне «I’m the Urban Spaceman» участвует Маккартни под псевдонимом Аполло Си Вермут (англ. Apollo C. Vermouth). |
| 1968 | James Taylor                 | Джеймс Тейлор              | Маккартни играет на бас-гитаре в песне «Carolina in My Mind». |
| 1969 | Rosetta (внеальбомный сингл) | The Fourmost               | Маккартни играет на фортепиано в песне «Rosetta». |
| 1969 | Magic Christian Music        | Badfinger                  | В альбом входит песня «Come and Get It», написанная и спродюсированная Маккартни. Также Маккартни спродюсировал запись и играл на фортепиано в песне «Rock Of All Ages», и спродюсировал запись песни «Carry On Til Tomorrow». |
| 1970 | Brave New World              | Steve Miller Band          | Маккартни (обозначен псевдонимом Пол Рамон; англ. Paul Ramon) в песне «My Dark Hour» играет на бас-гитаре, барабанах и поет бэк-вокал. |
| 1970 | Sentimental Journey          | Ринго Старр                | Маккартни сочинил аранжировку песни «Stardust». |
| 1972 | No Secrets                   | Карли Саймон               | Маккартни поёт бэк-вокал в песне «Night Owl». |
| 1973 | Ringo                        | Ринго Старр                | Маккартни сочинил, аранжировал песню «Six O’Clock», сыграл в ней на фортепиано и синтезаторе, а также спел бэк-вокал; также сыграл на казу (обозначен как «mouth sax») в песне «You're Sixteen». |
| 1974 | McGear                       | Mike McGear                | Альбом брата Маккартни — Майкла, который спел в альбоме партии ведущего вокала, а Wings выступали как аккомпанирующий ему состав. Маккартни спродюсировал альбом, написал в одиночку или совместно с кем-либо большинство песен в альбоме, спел гармонический вокал в песне «The Man Who Found God on the Moon», сыграл на бас-гитаре, гитаре и клавишных (хотя не обозначен как музыкант). |
| 1974 | Let’s Love                   | Пегги Ли                   | Маккартни написал и аранжировал заглавную песню альбома, «Let’s Love». |
| 1974 | Walking Man                  | Джеймс Тейлор              | Пол и Линда Маккартни спели бэк-вокал в песне «Rock’n’Roll Is Music Now». |
| 1974 | Smiler                       | Род Стюарт                 | Маккартни написал песню «Mine For Me» и спел в ней бэк-вокал. |
| 1974 | I Survive                    | Adam Faith                 | Маккартни сыграл на синтезаторе в песнях «Change», «Goodbye» и «Never Say Goodbye»; также спел бэк-вокал в песне «Star Song». |
| 1976 | Ringo's Rotogravure          | Ринго Старр                | Маккартни написал песню «Pure Gold» и спел в ней бэк-вокал. |
| 1975 | Sold Out                     | The Scaffold               | Маккартни спродюсировал, а Wings сыграли как аккомпанирующая группа на записи песни «Liverpool Lou»; Маккартни также спродюсировал запись и совместно написал вышедшую на стороне «Б» внеальбомного сингла песню «Ten Years After on Strawberry Jam», сыгранную неуказанными как музыканты Wings с Маккартни, играющим на бас-гитаре и клавишных.                                           |
| 1977 | Bullinamingvase              | Рой Харпер                 | Пол и Линда Маккартни спели бэк-вокал в песне «One Of Those Days In England». |
| 1977 | Holly Days                   | Denny Laine                | Маккартни спродюсировал альбом, который также сыграл на большинстве аккомпанирующих инструментов и спел бэк-вокальные партии. |
| 1980 | Japanese Tears               | Denny Laine                | Две песни в альбоме, «Send Me The Heart» и «Weep For Love», сыграны Wings, с которыми Маккартни играет на бас-гитаре, клавишных, гитаре, перкуссии и поет вокальные партии. Маккартни также написал в соавторстве песню «Send Me the Heart». |
| 1981 | Somewhere in England         | Джордж Харрисон            | Маккартни спел бэк-вокал в песне «All Those Years Ago». |
| 1981 | Stop and Smell the Roses     | Ринго Старр                | Маккартни написал песни «Private Property», «Attention», «Sure To Fall», сыграл в них на бас-гитаре, фортепиано, спел бэк-вокал; также сыграл на барабанах в дубле (outtake) песни «Can’t Fight Lightning». |
| 1982 | Standard Time                | Laurence Juber             | Песня «Maisie» исполнена Wings, где Маккартни играет на бас-гитаре. |
| 1989 | Spike                        | Элвис Костелло             | В альбом входят песни «Veronica» и «Pads, Paws, and Claws», написанные в соавторстве Маккартни. Маккартни также играет на бас-гитаре в песнях «Veronica» и «…This Town…» |
| 1992 | ...Meanwhile                 | 10cc                       | Маккартни в соавторстве написал песню «Don’t Break The Promises». |
| 1995 | Mirror, Mirror               | 10cc                       | Маккартни в соавторстве написал песню «Yvonne’s the One» и сыграл в ней на ритм-гитаре; также сыграл на струнных (на синтезаторе), электропиано, frogs, crickets, перкуссии в песне «Code of Silence». |
| 1996 | The Ballad of the Skeletons  | Аллен Гинзберг             | Маккартни играет на гитаре, барабанах, органе Хаммонда и маракасах в песне, одноимённой с альбомом. |
| 1998 | Wide Prairie                 | Линда Маккартни            | Альбом спродюсирован Полом Маккартни. Включает в себя в том числе и песни, написанные Полом Маккартни. Маккартни также играет на большинстве инструментов. Некоторые треки сыграны Wings, включая два, первоначально обозначенные как исполненные группой Suzy and the Red Stripes. |
| 1998 | Vertical Man                 | Ринго Старр                | Маккартни сыграл на бас-гитаре, спел бэк-вокал в песнях «La De Da», «I Was Walking» и «What In The World»; также снялся в видеоклипе на песню «La De Da». |
| 2001 | Rings Around the World       | Super Furry Animals        | В песне «Receptacle for the Respectable» записан звук, с которым Маккартни ест сельдерей. |
| 2005 | Undressing Underwater        | Rusty Anderson             | Маккартни сыграл на бас-гитаре, второй электрогитаре и спел бэк-вокал в песне «Hurt Myself». |
| 2009 | Roadsinger                   | Юсуф Ислам                 | Маккартни спел бэк-вокал в песне «Boots and Sand» |
| 2010 | Wreckorder                   | Фрэнсис Хили               | Маккартни в альбоме сыграл на бас-гитаре. |
| 2010 | Y Not                        | Ринго Старр                | Маккартни сыграл на бас-гитаре и спел бэк-вокал в песнях «Peace Dream» и «Walk With You». |

## Видеография

### Видео-альбомы
| Год  | Название                                                       | Notes |
| ---- | -------------------------------------------------------------- | --- |
| 1980 | Рок-шоу - Выпущен: 26 ноября 1980                              | Концертный документальный фильм о туре Маккартни и Wings по Америке «Wings Over America» в 1976 году. |
| 1984 | Передай привет Брод-стрит - Выпущен: 23 октября 1984           | Художественный фильм; в главной роли Пол Маккартни; участвуют Ринго Старр, Линда Маккартни, Барбара Бах и др.; в фильме звучит много песен Маккартни в новых аранжировках. |
| 2000 | Standing Stone - Выпущен: 18 января 2000                       | The Standing Stone concert (81 minutes) and a «making of» documentary (52 minutes). |
| 2001 | Live at the Cavern Club! - Выпущен: 19 июня 2001               | Filmed live at the Cavern Club on 14 December 1999; Songs from Run Devil Run, plus «I Saw Her Standing There»; Includes biographies of McCartney’s bandmates on that day (David Gilmour, Иэн Пейс, Chris Hall, Pete Wingfield, and Mick Green); and History of the Cavern Club. |
| 2003 | Back in the U.S. - Выпущен: 17 марта 2003                      | Compiled from McCartney’s two concert tours of North America in 2002. The video was certified 4x Platinum in Canada. |
| 2004 | The Music and Animation Collection - Выпущен: 27 сентября 2004 | Animated shorts and music; includes an interview with McCartney and a «making of» documentary. |
| 2004 | Put It There - Выпущен: 15 ноября 2004                         | Focuses on the making of McCartney’s Flowers in the Dirt album, including interview footage. |
| 2005 | Paul McCartney’s Get Back World Tour - Выпущен: 18 января 2005 | Filmed before audiences in 45 cities in 13 countries. |
| 2005 | Paul McCartney in Red Square - Выпущен: 14 июня 2005           | Includes a 20-minute director’s cut of previously unreleased footage, and a behind-the-scenes featurette. |
| 2006 | The Space Within US - Выпущен: 14 ноября 2006                  | Includes interviews with McCartney, his band, and his US tour crew. |
| 2007 | The McCartney Years - Выпущен: 13 ноября 2007                  | Includes an exclusive commentary, behind the scenes footage, over 40 music videos, and two hours of historic live performances. |
| 2009 | Good Evening New York City - Выпущен: 17 ноября 2009           | CD/DVD комбинированное издание с записями с концертов в июле 2009 на стадионе Citi Field в Нью-Йорке. |
| 2012 | Paul McCartney's Live Kisses - Выпущен: 13 ноября 2012         | Выступление 9 февраля 2012 в Capitol Studios, исполнялись песни из альбома Kisses on the Bottom. |

### Музыкальные клипы
| Год  | Название                    | Режиссёр                          |
| ---- | --------------------------- | --------------------------------- |
| 1970 | «Maybe I’m Amazed»          | Charlie Jenkins                   |
| 1971 | «Heart of the Country»      | Roy Benson                        |
| 1972 | «Hi, Hi, Hi»                | Steven Turner                     |
| 1972 | «C Moon»                    | Steven Turner                     |
| 1973 | «My Love»                   | Mick Rock                         |
| 1973 | «Helen Wheels»              | Michael Lindsay-Hogg              |
| 1974 | «Mamunia»                   | Jim Quick                         |
| 1974 | «Band on the Run»           | Michael Coulson                   |
| 1976 | «Silly Love Songs»          | Gordon Bennett                    |
| 1977 | «Mull of Kintyre»           | Michael Lindsay-Hogg              |
| 1978 | «With a Little Luck»        | Michael Lindsay-Hogg              |
| 1978 | «I’ve Had Enough»           | Keith McMillan                    |
| 1978 | «London Town»               | Michael Lindsay-Hogg              |
| 1979 | «Goodnight Tonight»         | Keith McMillan                    |
| 1979 | «Getting Closer»            | Keith McMillan                    |
| 1979 | «Spin It On»                | Keith McMillan                    |
| 1979 | «Again and Again and Again» | Keith McMillan                    |
| 1979 | «Old Siam, Sir»             | Keith McMillan                    |
| 1979 | «Arrow Through Me»          | Keith McMillan                    |
| 1979 | «Winter Rose/Love Awake»    | Keith McMillan                    |
| 1979 | «Baby’s Request»            | Keith McMillan                    |
| 1979 | «Wonderful Christmastime»   | Russell Mulcahy                   |
| 1980 | «Coming Up»                 | Keith McMillan                    |
| 1980 | «Waterfalls»                | Keith McMillan                    |
| 1980 | «Ebony and Ivory»           | Keith McMillan                    |
| 1982 | «Take It Away»              | John McKenzie                     |
| 1982 | «Tug of War»                | Maurice Phillips                  |
| 1983 | «Say Say Say»               | Bob Giraldi                       |
| 1983 | «Pipes of Peace»            | Paul McCartney and Keith McMillan |
| 1983 | «So Bad»                    | Paul and Linda McCartney          |
| 1983 | «No More Lonely Nights»     | Keith McMillan                    |
| 1985 | «Spies Like Us»             | John Landis                       |
| 1986 | «Press»                     | Philip Davey                      |
| 1986 | «Stranglehold»              | Bob Giraldi                       |
| 1986 | «Pretty Little Head»        | Steve Barron                      |
| 1986 | «Only Love Remains»         |                                   |
| 1987 | «Once Upon a Long Ago»      | Paul McCartney and Mike Ross      |
| 1989 | «My Brave Face»             | Roger Lunn                        |
| 1989 | «This One»                  | Tim Pope                          |
| 1989 | «Figure of Eight»           | Andy Morahan                      |
| 1990 | «Birthday»                  | Neil Mackenzie Mathews            |
| 1990 | «All My Trials»             | Nigel Dick                        |
| 1990 | «Put It There»              | Neil Mackenzie Mathews            |
| 1993 | «Hope of Deliverance»       | Andy Morahan                      |
| 1993 | «Off the Ground»            | Mathew Robins                     |
| 1993 | «C’mon People»              | Kevin Godley                      |
| 1993 | «Biker Like an Icon»        | Richard Heslop                    |
| 1997 | «The World Tonight»         | Alistair Donald                   |
| 1997 | «Young Boy»                 | Alistair Donald                   |
| 1997 | «Little Willow»             | John Schlesinger                  |
| 1997 | «Beautiful Night»           | Julien Temple                     |
| 1999 | «Brown Eyed Handsome Man»   | David Leland                      |
| 1999 | «No Other Baby»             | Pedro Romhanyi                    |
| 2001 | «From a Lover to a Friend»  |                                   |
| 2001 | «Your Loving Flame»         |                                   |
| 2002 | «Lonely Road»               | Jonas Akerlund                    |
| 2005 | «Fine Line»                 | Simon Hilton                      |
| 2005 | «Jenny Wren»                |                                   |
| 2007 | «Dance Tonight»             | Michel Gondry                     |
| 2007 | «Ever Present Past»         | Phil Griffin                      |
| 2007 | «Nod Your Head»             |                                   |
| 2008 | «Sing the Changes»          |                                   |
| 2009 | «Dance 'Til We’re High»     |                                   |
| 2009 | «(I Want To) Come Home»     |                                   |
| 2012 | «My Valentine»              | Paul McCartney                    |

## Сокращения, использованные в статье
- CAN — Канада.
- AUS — Австралия.
- AUT — Австрия.
- DEN — Дания.
- FIN — Финляндия.
- ESP — Испания.
- FRA — Франция.
- GER — Германия.
- IRE — Ирландские хит-парады.
- NLD — Нидерланды.
- NOR — Норвегия.
- NZ — Ассоциация звукозаписи Новой Зеландии (RIANZ)
- POR — Португалия.
- SWE — Швеция.
- SWI — Швейцария.
- UK — Хит-парады Соединённого Королевства.
- US — Billboard 200.
- FLA — Фландрия (историческая область на территории современных Франции, Бельгии и Нидерландов).
- WAL — Валлония (франкоговорящая часть южной Бельгии).
- MRT — Hot Mainstream Rock Tracks (часть The Billboards).